# 同济大学站
同济大学站位于中华人民共和国上海市杨浦区四平路与国康路交叉口同济大学附近，是上海地铁10号线的地铁车站，于2010年4月10日启用。车站结合四平路下立交和同济大学过街通道同步建设，车站长310.3米，宽19.7米，主体建筑面积16799平方米（不含下立交及过街通道，另车站出入口及风井建筑面积6395平米）:152。

## 车站结构
| 地面层   | 出入口             | 1-5出入口                               |  |  |
| 地下一层 | 道路               | 四平路-中山北二路下立交                 |  |  |
| 地下二层 | 站厅               | 票务服务、自动售票机、人工服务台        |  |  |
| 地下三层 | ①站台              | █ 10号线 往虹桥火车站或航中路（四平路） |  |  |
|          | 岛式站台，左侧开门 |                                         |  |  |
|          | ②站台              | █ 10号线 往基隆路（国权路）             |  |  |

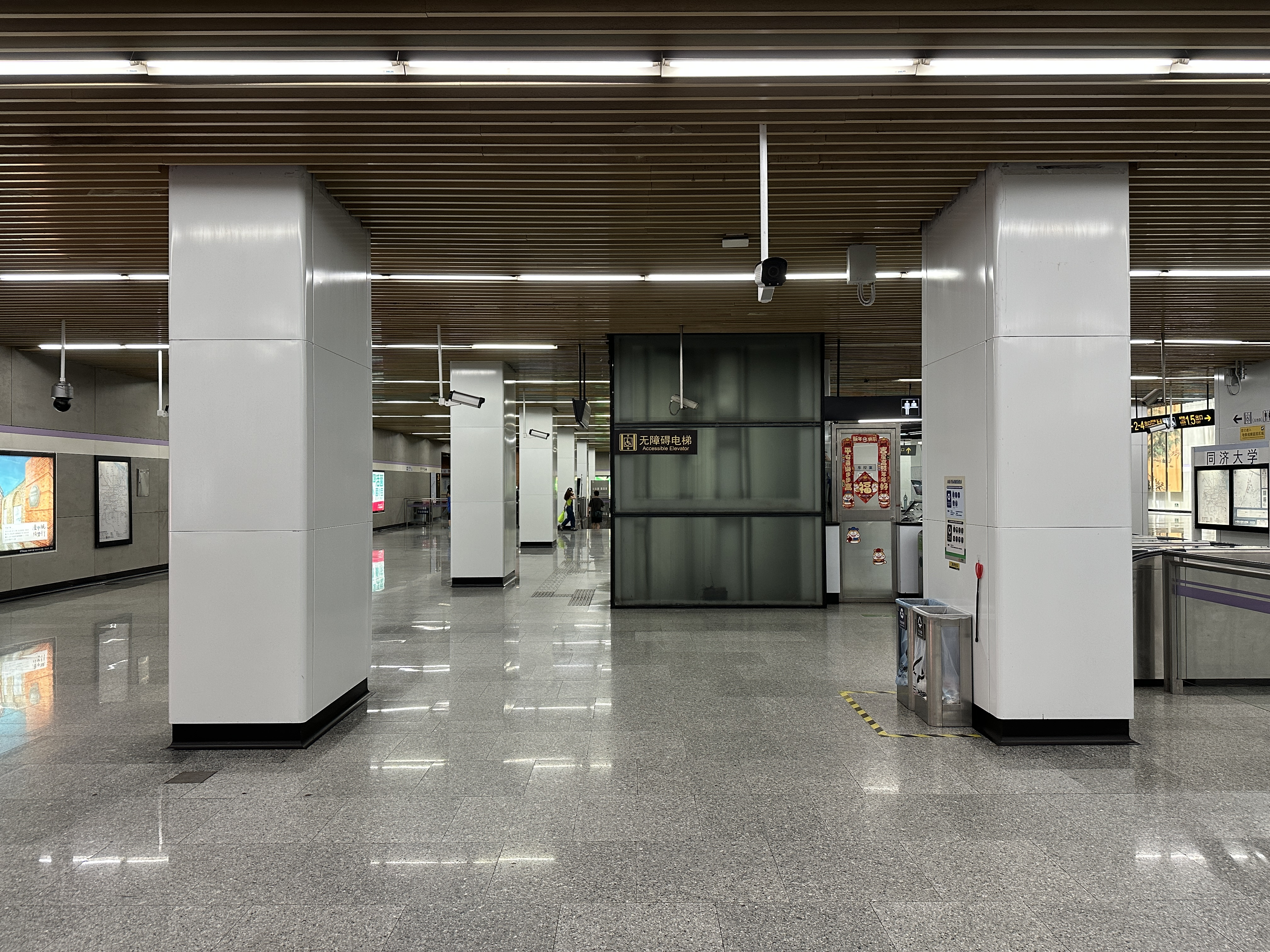
站厅

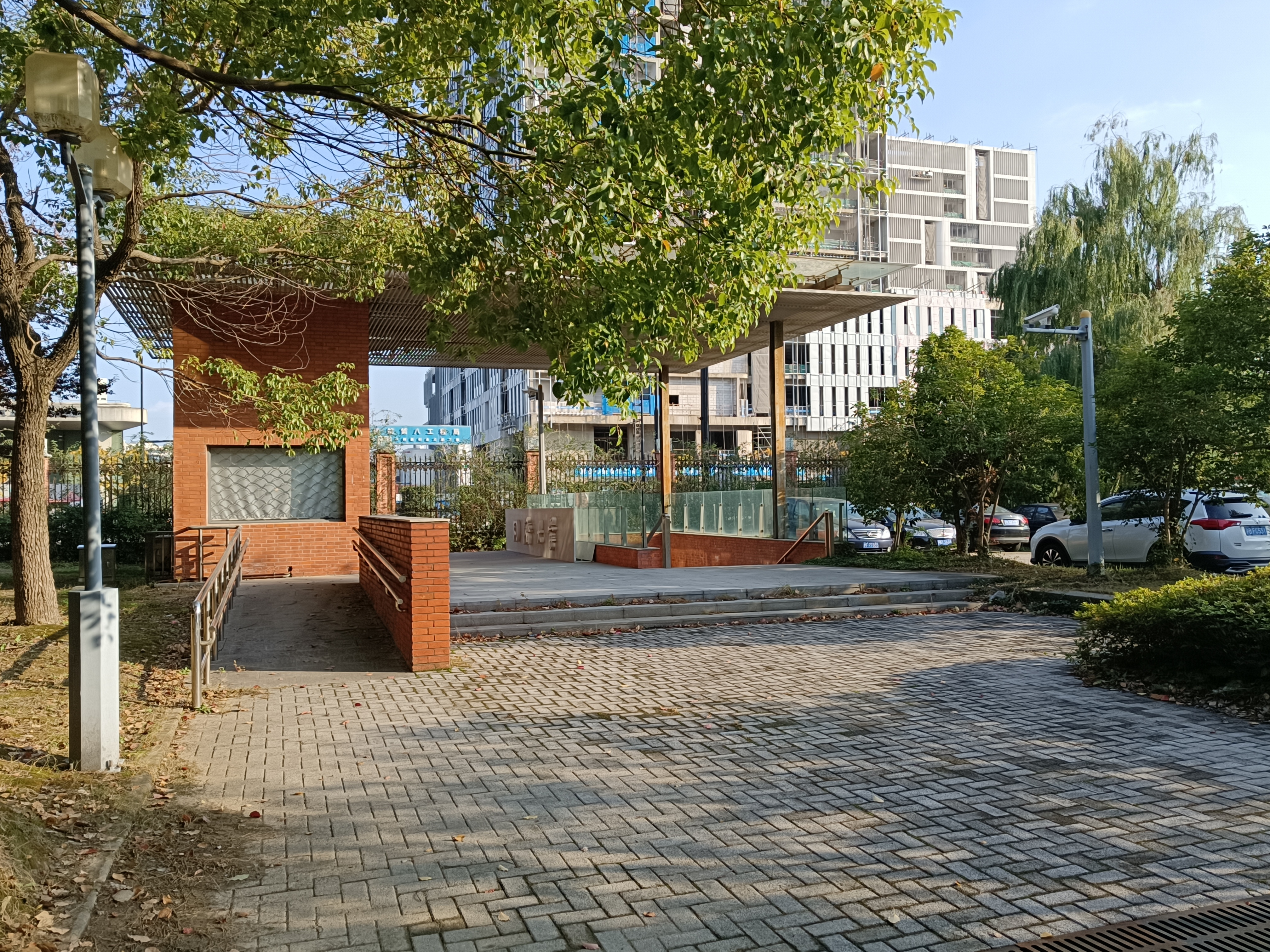
同济大学四平路地下人行通道西侧入口（2022年11月24日，拍摄时已关闭）

车站与四平路-中山北二路下立交和同济大学过街通道共构，地下一层是四平路-中山北二路下立交的地下段和敞开段，地下二层是站厅，地下三层是车站站台。下立交、过街通道和地铁车站同时施工，施工期间统一交由地铁项目公司管理。过街通道连接同济大学四平路主校区和原巴士一汽地块（现同济大学建筑设计研究院），设有人行和车行道。通道位于四平路红线内长50米的部分与车站和下立交同步建设，其余部分由同济大学组织建设，2012年5月19日举行人行道开通仪式，但车行道始终没有完成建设。该通道2020年因疫情关闭，此后未恢复开放。

## 车站装饰

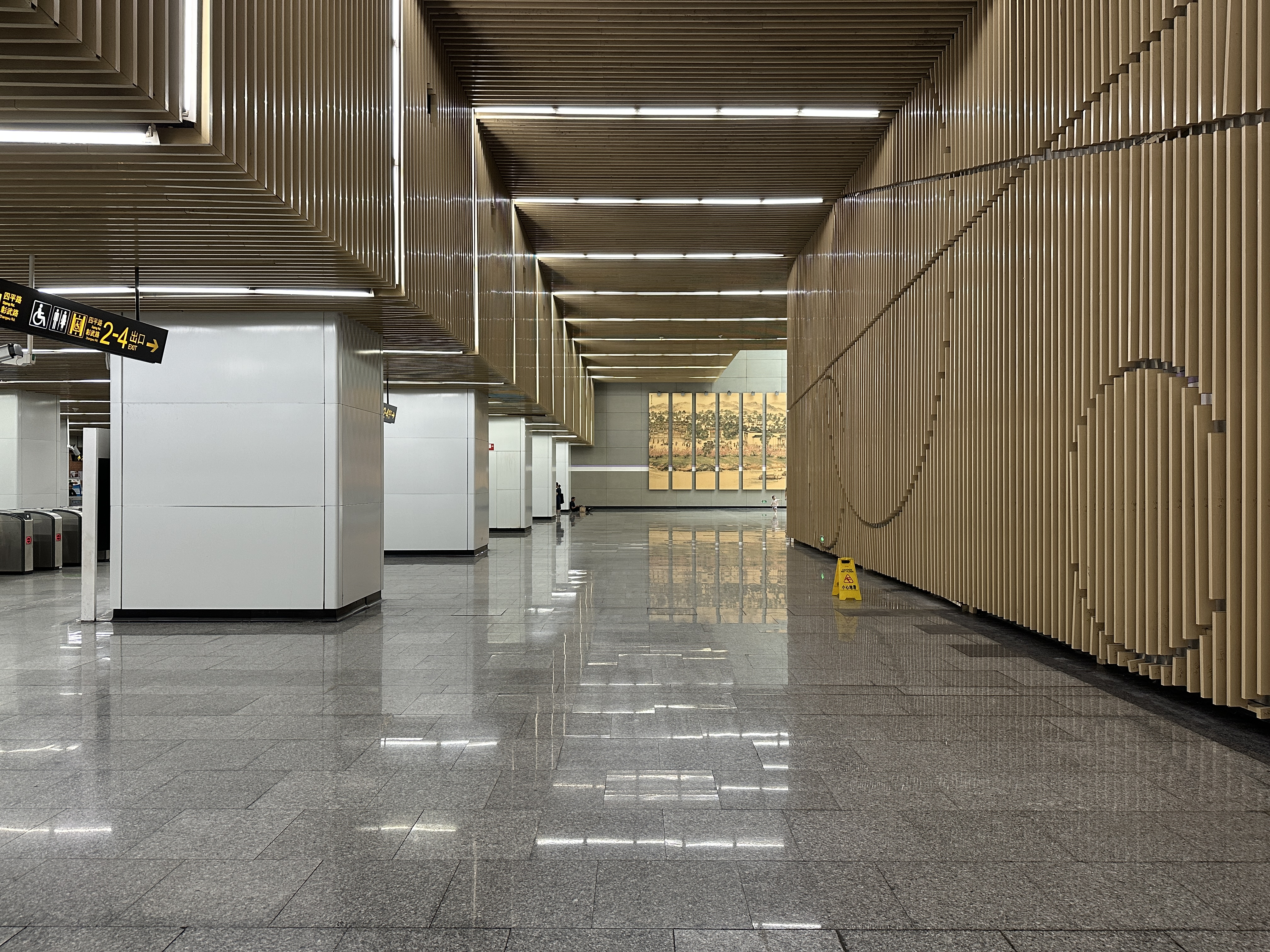
站厅装饰

车站入口通道装饰结合同济大学校园围墙特点，使用红砖作为墙面材料；站厅主体墙面采用水泥涂装板，天花板则采用仿木纹铝板和LED灯带。站厅西侧下立交以外的区域则将地下一、二层打通，形成高7.2米的空间，并设置一座采光天井:154。采光天井附近悬挂数幅以“同舟共济”为灵感的装饰画:118~119。

## 车站出口
同济大学站共有5个出入口，各出入口如下所示：
| 出口编号            | 出口指示         | 照片 |
| ------------------- | ---------------- | ---- |
| 1 · 出口            | 四平路，彰武路   |      |
| 2 · 出口 · （设有） | 四平路，彰武路   |      |
| 3 · 出口            | 四平路           |      |
| 4 · 出口            | 四平路           |      |
| 5 · 出口            | 四平路，同济大学 |      |
| 图例： 设有         |                  |      |

## 公交换乘
- 55、61、115、142、147、307、310、325、874、937、960

## 周邊
同济大学四平路校区